# Clase Alsedo
La Clase Alsedo fue una serie de tres destructores construidos por la Sociedad Española de Construcción Naval a principios de los años 20 para la Armada Española. 

## Diseño
Autorizados por la Ley Miranda de 1915. Eran barcos rápidos, pero pobremente armados en comparación con sus contemporáneos, careciendo de protección aérea o submarina. Su escaso tonelaje y su velocidad les hacían además inestables. Su autonomía era muy escasa, siendo incapaces de proteger el tráfico marítimo. La Primera Guerra Mundial (en la que España fue neutral) provocó la escasez de materiales y equipos procedentes de Gran Bretaña, por lo que no se pudo poner las quillas de los barcos hasta 1920. Para entonces, el diseño de los destructores había avanzado, lo que hizo que la clase Alsedo quedara obsoleta. Todos estos defectos hicieron que los planes para construir otros tres buques de esta clase fueran abandonados y se comenzase la construcción de la Clase Churruca. 
Los tres barcos de la serie lucharon en la guerra civil española, el Alsedo y el Lazaga con los republicanos y el Velasco con los rebeldes. Los tres sobrevivieron a la guerra, integrándose en la Marina de Guerra de la España de Franco.

## Unidades
| Nombre  | Autorizado | Botado | Asignado           | Baja | Imagen |
| ------- | ---------- | ------ | ------------------ | ---- | ------ |
| Velasco | 1915       | 1922   | septiembre de 1924 | 1957 |        |
| Alsedo  | 1915       | 1923   | enero de 1925      | 1957 |        |
| Lazaga  | 1915       | 1922   | 1924               | 1961 |        |